# Paulo Miyada
Paulo Kiyoshi Abreu Miyada (São Paulo, 23 de julho de 1985) é um curador e pesquisador brasileiro. É graduado em Arquitetura e Urbanismo pela FAU-USP e tem Mestrado em História da Arquitetura e Urbanismo pela mesma instituição. Foi assistente de curadoria da 29ª Bienal de São Paulo, em 2010, e foi parte da equipe de curadores do Rumos Artes Visuais do Itaú Cultural, entre 2011 e 2013.
Desde 2016, Miyada é curador do Instituto Tomie Ohtake, sendo coordenador do Núcleo de Pesquisa e Curadoria. Foi responsável por diversas exposições, como AI-5 50 ANOS – Ainda Não Terminou De Acabar (2018), Osso: exposição-apelo ao amplo direito de defesa de Rafael Braga (2017), Aprendendo com Dorival Caymmi: Civilização Praieira, Tomie Ohtake 100-101 (2015), Nelson Felix: Verso (2013), Paulo Bruscky: Banco de Ideias (2012) e o programa Arte Atual (desde 2013).
Em 2019, o Instituto Tomie Ohtake publicou o catálogo da exposição AI-5 50 Anos: Ainda Não Terminou de Acabar, referente ao período da ditadura militar brasileira, com textos de Miyada e outros onze autores. Por este livro, ele ganhou em 2020 o Prêmio Jabuti na categoria "Artes".